# Soupiska české fotbalové reprezentace do 20 let – 2003
Česká fotbalová reprezentace do 20 let skončila na Mistrovství světa ve fotbale hráčů do 20 let 2003 v Spojených arabských emirátech již v základní skupině a do dalších bojů nepostoupila.
| Brankáři  | Michal Daněk     | FC Baník Ostrava           |
|           | Tomáš Grigar     | FC Hradec Králové          |
| Obránci   | Václav Procházka | FC Viktoria Plzeň          |
|           | Petr Knakal      | FC Viktoria Plzeň          |
|           | Roman Hubník     | SK Sigma Olomouc           |
|           | Radek Dosoudil   | AC Sparta Praha            |
|           | Milan Zachariáš  | SK Slavia Praha            |
|           | Petr Šíma        | FC Viktoria Plzeň          |
| Záložníci | Tomáš Sivok      | SK Dynamo České Budějovice |
|           | Martin Latka     | SK Slavia Praha            |
|           | David Limberský  | FC Viktoria Plzeň          |
|           | Jan Broschinský  | FC Slovan Liberec          |
|           | Jiří Bílek       | FK Chmel Blšany            |
|           | Ladislav Volešák | AC Sparta Praha            |
|           | Milan Petržela   | 1. FC Slovácko             |
|           | Aleš Besta       | FC Baník Ostrava           |
| Útočníci  | Roman Bednář     | FK Mladá Boleslav          |
|           | Emil Rilke       | FK Teplice                 |
|           | Pavel Fořt       | SK Slavia Praha            |
|           | Michal Hubník    | SK Sigma Olomouc           |
| Trenér    | Pavel Vrba       | Česko                      |